# 王天送 (台中)
王天送（约1909年—1960年），台灣台中清水人，豐原電影業者，慈濟基金會創辦者證嚴法師的叔叔兼養父。

## 生平
王天送為清水人，家中排行第二。27歲那年與桃園人沈月桂結婚，但由於沈氏結婚兩年皆流產告終。再次同時，兄長王琴和大嫂蔡旦也此時也因為子女眾多，加上墩仔腳大地震的衝擊，生活拮据，因此王天送夫婦便收養王琴4歲的女兒王錦雲和一個兒子。後來王天送夫妻終於成功生產，又陸續產下三男一女。第二次世界大戰爆發後，王天送僅能靠著粗工賴以為生。戰後，王天送找到一份戲班的工作，由於能力出色，很快便成為戲班的管事。
王沈月桂有一位好友的父親與人合夥在豐原經營戲院，但因為想要退休，勸說王天送接手其經營的戲院「豐原座」。1946年，王天送買下豐原座，並舉家遷移至豐原。在其經營下，其電影事業發展得相當成功，先後經營了豐原座、富春、華津、金豐、大華、光華等六間戲院，事業版圖甚至擴及台中市的樂舞臺、清水的光明戲院，和潭子。
1960年，王天送因中風猝逝，享年51歲。養女王錦雲哀痛逾恆，時常流連豐原慈雲寺讀佛經緩解悲傷，後來決定出家，是為後來的證嚴法師。

## 遺蹟
王天送曾先後於豐原經營六間戲院，現皆不存。
- 豐原座：1924年建造的戲院，位在府前街和市前街交叉路口[5]。
- 金豐戲院：府前街160巷旁。
- 華津戲院：府前街和信義街交叉路口，今國寶珠寶行。
- 大華戲院：現址為寶雅百貨豐原府前店位置。
- 富春戲院：中興路與田心路一段，現今張文雄內科診所。
- 光華戲院：大湳，三民路五叉路口附近，現今源豐路。